# 马克斯·普朗克奖章
马克斯·普朗克奖章（德语：Max-Planck-Medaille）是1929年起每年由德国物理学会颁发给理论物理学领域杰出贡献的奖项，是德国最重要的物理学奖项之一，获奖者被授予证书和一枚马克斯·普朗克肖像的金质奖章。

## 歷屆得主
- 1929年 马克斯·普朗克及愛因斯坦
- 1930年 尼爾斯·波耳
- 1931年 阿諾·索末菲
- 1932年 馬克斯·馮·勞厄
- 1933年 維爾納·海森堡
- 1934年 - 1936年 未頒發
- 1937年 埃爾文·薛丁格
- 1938年 路易·德布羅意
- 1939年 - 1941年 未頒發
- 1942年 帕斯库尔·约当
- 1943年 弗里德里希·洪德
- 1944年 瓦爾特·科塞爾
- 1945年 - 1947年 未頒發
- 1948年 馬克斯·玻恩
- 1949年 奧托·哈恩及莉澤·邁特納
- 1950年 彼得·德拜
- 1951年 詹姆斯·法蘭克及古斯塔夫·赫茲
- 1952年 保羅·狄拉克
- 1953年 瓦爾特·博特
- 1954年 恩里科·費米
- 1955年 漢斯·貝特
- 1956年 维克托·魏斯科普夫
- 1957年 卡尔·冯·魏茨泽克
- 1958年 沃爾夫岡·泡利
- 1959年 奧斯卡·克萊因
- 1960年 列夫·朗道
- 1961年 尤金·維格納
- 1962年 拉尔夫·克勒尼希
- 1963年 魯道夫·佩爾斯
- 1964年 塞缪尔·古德斯米特及喬治·烏倫貝克
- 1965年 - 未頒發
- 1966年 格哈特·吕德斯
- 1967年 哈利·萊曼
- 1968年 瓦尔特·海特勒
- 1969年 弗里曼·戴森
- 1970年 魯道夫·哈格
- 1971年 - 未頒發
- 1972年 赫伯特·弗勒利希
- 1973年 尼古拉·博戈柳博夫
- 1974年 萊昂·范·霍夫
- 1975年 格雷戈尔·文策尔
- 1976年 恩尼特·史圖克柏格
- 1977年 沃特·西倫
- 1978年 保羅·彼得·埃瓦爾德
- 1979年 馬庫斯·菲茲
- 1980年 - 未頒發
- 1981年 庫爾特·西齊克
- 1982年 Hans-Arwed Weidenmüller
- 1983年 尼可拉·克爾門
- 1984年 瑞思·喬斯特
- 1985年 南部陽一郎
- 1986年 弗朗茨·韋格納
- 1987年 朱利斯·外斯
- 1988年 華倫泰·巴格曼
- 1989年 布鲁诺·朱米诺
- 1990年 赫尔曼·哈肯
- 1991年 沃尔夫哈特·齐默尔曼
- 1992年 埃利奥特·利布
- 1993年 库尔特·宾德尔
- 1994年 Hans-Jürgen Borchers
- 1995年 Siegfried Großmann
- 1996年 路德維希·法捷耶夫
- 1997年 Gerald E. Brown
- 1998年 Raymond Stora
- 1999年 皮埃尔·奥昂贝格
- 2000年 马丁·吕舍尔
- 2001年 于尔格·弗勒利希
- 2002年 于尔根·埃勒斯
- 2003年 马丁·古茨维勒
- 2004年 克劳斯·黑普
- 2005年 彼得·佐勒
- 2006年 沃尔夫冈·格策
- 2007年 喬爾·里柏沃茲
- 2008年 德特勒夫·巴克霍爾茲
- 2009年 羅伯特·格雷厄姆
- 2010年 迪特尔·福尔哈特
- 2011年 乔治·帕里西
- 2012年 马丁·齐尔恩鲍尔
- 2013年 维尔纳·纳姆
- 2014年 达维德·吕埃勒
- 2015年 维亚切斯拉夫·穆哈诺夫
- 2016年 赫伯特·瓦格纳
- 2017年 赫伯特·施波恩
- 2018年 胡安·伊格纳西奥·西拉克·萨斯图赖因[1]
- 2019年 德特勒夫·洛瑟（英语：Detlef Lohse）
- 2020年 安杰伊·布拉斯（英语：Andrzej Buras）
- 2021年 亚历山大·泊里雅科夫